# Die Linkspartei
Die Linkspartei (Partit de l'Esquerra) va ser un partit polític alemany fins a la seva fusió amb el WASG i la creació de Die Linke el juny de 2007.

## Ideologia
Fundat al febrer de 1990 amb el nom de Partit del Socialisme Democràtic (Partei des Demokratischen Sozialismus, PDS), fou l'hereu polític legal del Partit Socialista Unificat d'Alemanya (Sozialistische Einheitspartei Deutschlands, SED), el partit oficialista de la República Democràtica Alemanya entre 1949 i 1990. Està enquadrat ideològicament en l'espai dels partits comunistes i els seus hereus polítics a Europa, sent membre en l'àmbit de la Unió Europea del Partit de l'Esquerra Europea. Es va abanderar com a defensor de polítiques socials i de les lluites contra la guerra i va obtenir vots sobretot en les zones més afectades pel malestar social, l'atur, el desmantellament de la indústria i l'eliminació dels avantatges socials del règim socialista. Encara que el partit anava suavitzant moltes de les posicions en el seu programa polític, en el seu si seguia tenint corrents més radicals, com la Plataforma Comunista, ala estalinista del partit.

## Importància en la política alemanya
El Partit del Socialisme Democràtic va ser fundat durant els últims mesos de l'existència de la RDA per més de 280.000 militants i quadres del SED, que va autodissoldre's. En el moment de la refundació del partit sota el nom de Die Linke en 2007, comptava amb uns 70.000 afiliats, dels quals només 4500 vivien en l'oest d'Alemanya i només el 20% era menor de 50 anys. La crisi econòmica i la mala situació d'Alemanya oriental després de la introducció del capitalisme els van donar nombrosos suports, especialment entre els pensionistes i la joventut, que veien el PDS com a successor de l'extinta república socialista. Això li suposava des de l'inici un suport global mitjà que fregava el 20-25% dels vots (i fins a un 40% en algunes regions, com Berlín oriental), un elevat nombre de diputats regionals i el govern de diversos ajuntaments, alguns tan importants com el de Leipzig, segona ciutat d'Alemanya oriental. En canvi, a l'oest d'Alemanya el partit tot just solia assolir el 5% dels vots i pràcticament no era present als parlaments regionals.

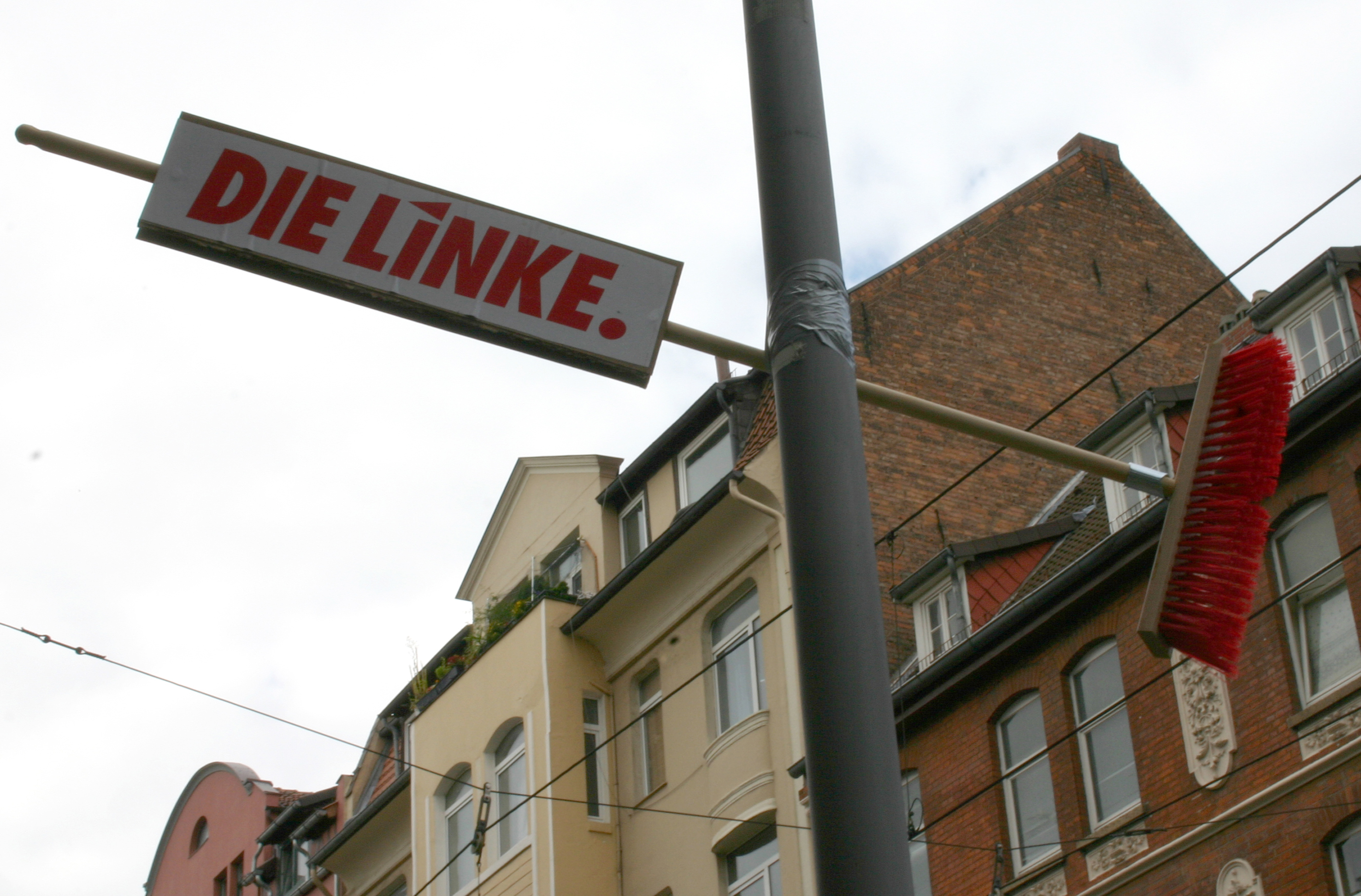
Campanya electoral de 2005

## Història
Després d'assolir l'entrada en el parlament federal alemany (Bundestag) a les eleccions de 1990, en 2002 el PDS va tornar a perdre el seu grup parlamentari, quedant-se només amb dues diputades que havien estat escollides directament en les seves respectives circumscripcions a Berlín Est. No obstant això, el PDS va entrar a tots els parlaments regionals de l'est d'Alemanya i fins i tot va assolir la participació en el govern dels estats federats de Berlín (des de 2001) i de Mecklemburg-Pomerània Occidental (1998-2006), juntament amb el Partit Socialdemòcrata (SPD.
A partir de 2003, a causa de les reformes socioeconòmiques impopulars del govern de Gerhard Schröder (SPD), el PDS va assolir perfilar-se com una alternativa més a l'esquerra del tradicional Partit Socialdemòcrata, encara que no va aconseguir desenganxar en les enquestes a causa del llast de la seva herència comunista. Això va canviar pocs mesos abans de les eleccions legislatives de setembre de 2005, quan el 9è Congrés del PDS va aprovar l'aliança amb Treball i Justícia Social - L'Alternativa Electoral (WASG), una escissió del SPD liderada per l'expresident socialdemòcrata Oskar Lafontaine i que comptava amb un cert suport entre els sindicats principals. Atès que, en tan curt temps, no era possible una fusió formal dels dos partits, el PDS va decidir rebatejar-se i permetre la presència de membres de la WASG en les seves llistes. A les eleccions, aquest nou partit, Linkspartei.PDS, va obtenir 4,1 milions de vots, el 8,7% del total, i 54 escons. El juny de 2007, es va ratificar oficialment la fusió de WASG i PDS i es va fundar l'actual partit Die Linke (L'Esquerra).
Després de l'èxit electoral de setembre de 2005, el Partit de l'Esquerra va sofrir un sever revés en les eleccions regionals de Berlín, on queia del 22,6% al 13,4% (encara que va poder repetir la coalició amb el SPD), i Mecklenburg, on va assolir repetir el nombre de vots, però va perdre la participació en el govern que havia tingut abans, ja que el SPD va preferir pactar amb la CDU. No obstant això, l'entrada en el parlament de Bremen en les eleccions regionals de maig de 2007 va ser altre èxit del partit, ja que es considerava que amb aquest resultat estava començant a tirar arrels també en l'Oest. No obstant això, tots els altres partits en el parlament alemany (Bundestag) van seguir excloent possibles pactes amb el Partit de l'Esquerra a escala federal. En el moment de la seva fusió definitiva amb la WASG al juny de 2007, el Partit de l'Esquerra participava en el govern de Berlín com soci dels socialdemòcrates.
A Brandenburg, Mecklemburg-Pomerània Occidental i Saxònia era el principal partit d'oposició a la "gran coalició" de socialdemòcrates i conservadors (CDU). Als Estats de Turíngia i Saxònia-Anhalt -amb governs de la CDU en coalició amb el Partit Liberal (FDP)-, el Partit de l'Esquerra era també el principal partit de l'oposició, per davant del SPD.

## Resultats electorals

### Parlament Federal (Bundestag)
| Any     | Vots Circumscripció | Vots Llista de partit | %        | Escons   | +/− |
| ------- | ------------------- | --------------------- | -------- | -------- | --- |
| 1990    | 1,049,245           | 1,129,578             | 2.4 (#5) | 17 / 614 | Nou |
| 1994    | 1,920,420           | 2,066,176             | 4.4 (#5) | 30 / 622 | 13  |
| 1998    | 2,416,781           | 2,515,454             | 5.1 (#5) | 36 / 631 | 6   |
| 2002    | 2,079,203           | 1,916,702             | 4.0 (#5) | 2 / 603  | 34  |
| 2005[a] | 3,764,168           | 4,118,194             | 8.7 (#4) | 54 / 614 | 52  |

- a  Com a WASG i PDS (24 - WASG; 30 - PDS)

### Cambra del Poble (Volkskammer)
| Any  | Vots      | %         | Escons   | +/− |
| ---- | --------- | --------- | -------- | --- |
| 1990 | 1,892,381 | 16.4 (#3) | 66 / 400 | Nou |

### Parlament Europeu
| Any  | Vots      | %        | Escons | +/− |
| ---- | --------- | -------- | ------ | --- |
| 1994 | 1,670,316 | 4.7 (#4) | 0 / 99 | –   |
| 1999 | 1,567,745 | 5.8 (#4) | 6 / 99 | 6   |
| 2004 | 1,579,109 | 6.1 (#4) | 7 / 99 | 1   |